# 桂しん華
桂 しん華（かつら しんか）は、落語芸術協会に所属する落語家。本名∶谷口 日麻。出囃子は「お伊勢参り」。

## 経歴
長野県長野市に生まれ、三重県四日市市で育つ。三重県立四日市南高等学校を卒業、玉川大学文学部芸術学科を中退し演劇活動をしていた。
2008年3月に三遊亭歌る多に入門、10月21日に前座として楽屋入り。前座名は「多ぼう」。
2013年6月11日に林家まめ平、林家扇と共に二ツ目昇進し、「歌も女」を名乗るが、12月1日に「日るね」と改名する。
2017年1月に落語協会を退会し、同年7月に三代目桂伸治に入門する。前座名「しん乃」で8月に楽屋入り。初高座は、浅草演芸ホールの看板猫「ジロリ」の取材で「猫の名前」(ジロリに向かって。)。 
2021年8月11日に二ツ目に昇進、「しん華」と改名した。

## 人物
落語芸術協会プロフィールには趣味として「猫、オペラ、宝塚、美術館、喫茶店」を挙げている。 

## 出囃子
- サイドバイサイド（2013年 - 2017年）
- お伊勢参り（2021年 - ）